# Смык, Ежи
Ежи Смык (пол. Jerzy Smyk; 24 апреля 1929 — 3 ноября 1991) — польский актёр театра, кино и телевидения.

## Биография
Ежи Смык родился в Лодзи. С 1949 года он участвовал в массовке во вроцлавских театрах. В 1952 окончил право во Вроцлавском университете. В 1955 дебютировал в кино. В 1958 году сдал актёрский экзамен. Актёр театров в разных городах (Лодзь, Люблин, Еленя-Гура, Кельце, Щецин, Торунь, Вроцлав, Кошалин, Ольштын, Ополе, Калиш, Ченстохова). Выступал в спектаклях «театра телевидения» в 1969—1980 годах. Умер в Ченстохове, похоронен на кладбище Куле.

## Избранная фильмография
- 1955 — Три старта / Trzy starty
- 1960 — Крестоносцы / Krzyżacy
- 1964 — Итальянец в Варшаве / Giuseppe w Warszawie
- 1964 — Рукопись, найденная в Сарагосе / Rękopis znaleziony w Saragossie
- 1965 — Горячая линия / Gorąca linia
- 1966 — Четыре танкиста и собака / Czterej pancerni i pies (только в 4-й серии)
- 1971 — Агент № 1 / Agent nr 1
- 1971 — Эпидемия / Zaraza
- 1971 — Голубое, как Чёрное море / Niebieskie jak Morze Czarne
- 1984 — Хозяин на Жулавах / Pan na Żuławach (только в 2-й серии)

## Признание
- 1973 — Золотой Крест Заслуги.